# Ronaldo Rodrigues de Jesus
Ronaldo Rodrigues de Jesus (n. 19 iunie 1965) este un fost fotbalist brazilian.

## Statistici
| Brazilia | Brazilia | Brazilia |
| An       | Meciuri  | Goluri   |
| -------- | -------- | -------- |
| 1991     | 1        | 0        |
| 1992     | 5        | 0        |
| 1993     | 1        | 0        |
| 1994     | 0        | 0        |
| 1995     | 7        | 1        |
| Total    | 14       | 1        |